# Valentin Molitor
Valentin Molitor (Rapperswil, 15 avril 1637 – Weingarten, 4 octobre 1713) est un compositeur et organiste suisse de l'époque baroque et un bénédictin.

## Biographie
Son nom d'origine est Valentin Müller. Il change pour la forme latine, « Molitor », en 1656, lorsqu'il entre au monastère Bénédictin de Saint-Gall. Il reçoit l'ordination en 1662. Après avoir été professeur et organiste dans plusieurs monastères, en 1683, il est nommé au poste de cantor au Monastère de Saint-Gall, où deux ans plus tard, il est fait maître de chapelle. Il passe les dernières années de sa vie, à l'Abbaye de Weingarten, dans le Wurtemberg.

## Œuvres (sélection)
- Directorium seu cantus et responsoria in processionibus ordinariis per annum (Saint-Gall, 1692)
- Odae genethliacae ad Christi cunas, 1–3 Singstimmen, fünfstimmigen Chor und Streicher (Kempten, 1668)
- Missa una cum tribus motettis in solemni translatione SS et martyrum (Saint-Gall, 1681)
- Epinicion marianum (Saint-Gall, 1683)
- Cantate « Amoena Quam Festivitas » et « Nocte Lux Mundi Fuit Orta Mundo » pour 2 sopranos, 2 violons et basse continue
- A solis ortus cardine, Weihnachtskonzert pour 2 sopranos, basse, 2 violons et basse continue

## Discographie
- Motetten (1683) - Agnieszka Kowalczyk, soprano ; Daniel Cabena, David Feldman, alto ; Nicolas Savoy, Daniel Issa, ténor ; Jean-Christophe Groffe, Philippe Rayot, basse ; Basler Madrigalisten ; Musica Fiorita, dir. Daniela Dolci (24-27 février 2014, Pan Classics PC 10313)

## Source
- (en) Hans Peter Schanzlin, « Molitor, Valentin », dans Stanley Sadie (éd.), The New Grove Dictionary of Music and Musicians, Londres, Macmillan, 2001, 2e éd., 25 000 p., 29 volumes (ISBN 9780195170672, lire en ligne)